# Кремер, Эрика
Эрика Кремер (англ. Erika Cremer, 20 мая 1900 года, Мюнхен, Германия — 21 сентября 1996 года, Инсбрук, Австрия) — немецкий учёный, известная работами по газовой хроматографии, заслуженный профессор Инсбрукского университета.

## Биография
Эрика Кремер родилась 20 мая 1900 года в Мюнхене, в семье потомственных профессоров. Её отец, Макс Кремер, был профессором физиологии (и изобретателем стеклянного электрода), мать, Элизабет (урождённая Ротмунд), происходила из семьи учёных. У Эрики было два брата — Губерт, математик в Технологической школе Аахена, и Лотар, профессор акустики в Технической школе Берлина. С 1911 года Эрика Кремер училась в лицее Боретиуса в Берлине. Кремер защитила диссертацию (PhD) по физической химии под названием «Über die Reaktion zwischen Chlor, Wasserstoff und Sauerstoff im Licht» («О реакции хлорина, водорода и кислорода на свету») в университете Берлина в 1927 году. Прочитав её диссертацию профессор физической химии в Ленинграде Николай Семёнов, пригласил Эрику на несколько недель в свой институт в 1932 году. Затем она работала вместе с Отто Ганом и Лизой Мейтнер. Университет не смог предоставить ей постоянную должность из-за сокращений и войны, только в 1940 году Кремер смогла попасть на преподавательскую работу в университете Инсбрука. За 1930-е годы она работала с исследовательскими группами разных учёных: Карла Бонхофера, Георга Чарльза де Хевеши и Майклом Полани.
10 февраля 1939 года Кремер получила учёную степень хабилитированного доктора в Берлине. Она стала членом Уранового проекта, научной группы, решающей вопросы с использованием атомной энергии. В начале 1940-х Кремер читала лекции в Инсбрукском университете, она начала интересоваться хроматографией и проводила эксперименты по газовой адсорбции. Основываясь на предсказаниях 1941 года Мартина и Синга о возможностях хроматографии, в 1944 году Эрика Кремер провела первые эксперименты по газовой хромотографии. Вместе со своими аспирантами Прайером и Мюллером они сконструировали первый газовый хроматограф, система которого стала стандартной для многих лабораторий к концу 1950-х годов. Статья Кремер с теоретическим обоснованием нового метода была принята в журнал «Naturwissenschaften» в ноябре 1944 года, но здание издательства было уничтожено во время бомбёжки. Эта статья была опубликована только через 30 лет.
После войны Кремера продолжила развивать область газовой хроматографии. В 1953—1954 годах она год преподавала в Массачусетском технологическом институте. В 1964 году она была избрана членом-корреспондентом Австрийской академии наук, стала академиком в 1973 году. В 1957 году Кремер была награждена медалью Вильгельма Экснера. В 1970-м году получила премию Эрвина Шрёдингера, в 1974 году — американскую медаль Михаила Цвета по хромотографии, а в 1978 году — и медаль СССР.

## Музей
В ноябре 1995 года Немецкий музей достижений естественных наук и техники открыл новый филиал в Бонне, посвящённый достижениям науки после 1945 года. В музее представлена первая газохроматографическая система, сконструированная Эрикой Кремер и Фрицем Прайером в 1945—1947 годах в Инсбруке. В экспозиции представлен ход ранних исследований группы.